# Catalonien Rundt 2022
Catalonien Rundt 2022 var den 101. udgave af det spanske etapeløb Catalonien Rundt. Cykelløbets syv etaper havde en samlet distance på 1.213,1 km, og blev kørt fra 21. marts med start i Sant Feliu de Guíxols til 27. marts 2022 hvor der var mål i Barcelona. Løbet var syvende arrangement på UCI World Tour 2022, og blev kørt samtidig med de belgiske éndagsløb Classic Brugge-De Panne, E3 Saxo Bank Classic og Gent-Wevelgem. Den samlede vinder af løbet blev colombianske Sergio Higuita fra Bora-Hansgrohe.

## Etaperne
| Etape    | Dato     | Start – Mål                                   | type              | Afstand (km) | Elevation (m) | Etapevinder      | Førende rytter          |
| -------- | -------- | --------------------------------------------- | ----------------- | ------------ | ------------- | ---------------- | ----------------------- |
| 1. etape | 21. mar. | Sant Feliu de Guíxols – Sant Feliu de Guíxols | flad etape        | 171          | 1.968 m       | Michael Matthews | Michael Matthews        |
| 2. etape | 22. mar. | L'Escala – Perpignan                          | flad etape        | 202,5        | 2.404 m       | Kaden Groves     | Jonas Iversby Hvideberg |
| 3. etape | 23. mar. | Perpignan – La Molina                         | bjergetape        | 161,1        | 3.486 m       | Ben O'Connor     | Ben O'Connor            |
| 4. etape | 24. mar. | La Seu d'Urgell – Boí Taüll Resort            | bjergetape        | 166,5        | 3.400 m       | João Almeida     | Nairo Quintana          |
| 5. etape | 25. mar. | La Pobla de Segur – Vilanova i la Geltrú      | flad etape        | 206          | 2.760 m       | Ethan Vernon     | João Almeida            |
| 6. etape | 26. mar. | Salou – Cambrils                              | middel bjergetape | 167,5        | 3.014 m       | Richard Carapaz  | Sergio Higuita          |
| 7. etape | 27. mar. | Barcelona – Barcelona                         | middel bjergetape | 138,5        | 2.337 m       | Andrea Bagioli   | Sergio Higuita          |

### 1. etape
| Sant Feliu de Guíxols - Sant Feliu de Guíxols | flad etape | (171 km) |

| \| Etaperesultat \| Etaperesultat \| Etaperesultat \| Etaperesultat \| Etaperesultat \| \| Rytter \| Rytter \| Hold \| Tid \| \| \| ------------- \| ----------------- \| ---------------------- \| ------------- \| ------------- \| \| 1. \| Michael Matthews \| BikeExchange-Jayco \| 3t 47' 11" \| \| \| 2. \| Sonny Colbrelli \| Bahrain Victorious \| + 0" \| \| \| 3. \| Quentin Pacher \| Groupama-FDJ \| + 0" \| \| \| 4. \| Andrea Bagioli \| Quick-Step Alpha Vinyl \| + 0" \| \| \| 5. \| Sergio Higuita \| Bora-Hansgrohe \| + 0" \| \| \| 6. \| Mattias Skjelmose \| Trek-Segafredo \| + 0" \| \| \| 7. \| Simon Clarke \| Israel-Premier Tech \| + 0" \| \| \| 8. \| Eduard Prades \| Caja Rural-Seguros RGA \| + 0" \| \| \| 9. \| Hugo Hofstetter \| Arkéa-Samsic \| + 0" \| \| \| 10. \| Attila Valter \| Groupama-FDJ \| + 0" \| \| |                   |                        |            |
| |                   |                        |            |
| Kilde: ProCyclingStats |                   |                        |            |
| Etaperesultat |                   |                        |            |
| Rytter | Rytter            | Hold                   | Tid        |
| 1. | Michael Matthews  | BikeExchange-Jayco     | 3t 47' 11" |
| 2. | Sonny Colbrelli   | Bahrain Victorious     | + 0"       |
| 3. | Quentin Pacher    | Groupama-FDJ           | + 0"       |
| 4. | Andrea Bagioli    | Quick-Step Alpha Vinyl | + 0"       |
| 5. | Sergio Higuita    | Bora-Hansgrohe         | + 0"       |
| 6. | Mattias Skjelmose | Trek-Segafredo         | + 0"       |
| 7. | Simon Clarke      | Israel-Premier Tech    | + 0"       |
| 8. | Eduard Prades     | Caja Rural-Seguros RGA | + 0"       |
| 9. | Hugo Hofstetter   | Arkéa-Samsic           | + 0"       |
| 10. | Attila Valter     | Groupama-FDJ           | + 0"       |

| \| Samlede stilling \| Samlede stilling \| Samlede stilling \| Samlede stilling \| Samlede stilling \| \| Rytter \| Rytter \| Hold \| Tid \| \| \| ---------------- \| ----------------------- \| ---------------------- \| ---------------- \| ---------------- \| \| 1. \| Michael Matthews \| BikeExchange-Jayco \| 3t 47' 01" \| \| \| 2. \| Sonny Colbrelli \| Bahrain Victorious \| + 4" \| \| \| 3. \| Jonas Iversby Hvideberg \| Team DSM \| + 4" \| \| \| 4. \| Quentin Pacher \| Groupama-FDJ \| + 6" \| \| \| 5. \| Andrea Bagioli \| Quick-Step Alpha Vinyl \| + 10" \| \| \| 6. \| Sergio Higuita \| Bora-Hansgrohe \| + 10" \| \| \| 7. \| Mattias Skjelmose \| Trek-Segafredo \| + 10" \| \| \| 8. \| Simon Clarke \| Israel-Premier Tech \| + 10" \| \| \| 9. \| Eduard Prades \| Caja Rural-Seguros RGA \| + 10" \| \| \| 10. \| Attila Valter \| Groupama-FDJ \| + 10" \| \| |                         |                        |            |
| |                         |                        |            |
| Kilde: ProCyclingStats |                         |                        |            |
| Samlede stilling |                         |                        |            |
| Rytter | Rytter                  | Hold                   | Tid        |
| 1. | Michael Matthews        | BikeExchange-Jayco     | 3t 47' 01" |
| 2. | Sonny Colbrelli         | Bahrain Victorious     | + 4"       |
| 3. | Jonas Iversby Hvideberg | Team DSM               | + 4"       |
| 4. | Quentin Pacher          | Groupama-FDJ           | + 6"       |
| 5. | Andrea Bagioli          | Quick-Step Alpha Vinyl | + 10"      |
| 6. | Sergio Higuita          | Bora-Hansgrohe         | + 10"      |
| 7. | Mattias Skjelmose       | Trek-Segafredo         | + 10"      |
| 8. | Simon Clarke            | Israel-Premier Tech    | + 10"      |
| 9. | Eduard Prades           | Caja Rural-Seguros RGA | + 10"      |
| 10. | Attila Valter           | Groupama-FDJ           | + 10"      |

### 2. etape
| L'Escala - Perpignan | flad etape | (202,5 km) |

| \| Etaperesultat \| Etaperesultat \| Etaperesultat \| Etaperesultat \| Etaperesultat \| \| Rytter \| Rytter \| Hold \| Tid \| \| \| ------------- \| ------------------ \| ---------------------- \| ------------- \| ------------- \| \| 1. \| Kaden Groves \| BikeExchange-Jayco \| 4t 44' 28" \| \| \| 2. \| Phil Bauhaus \| Bahrain Victorious \| + 0" \| \| \| 3. \| Hugo Hofstetter \| Arkéa-Samsic \| + 0" \| \| \| 4. \| Ethan Vernon \| Quick-Step Alpha Vinyl \| + 0" \| \| \| 5. \| Sebastián Molano \| UAE Team Emirates \| + 0" \| \| \| 6. \| Manuel Peñalver \| Burgos-BH \| + 0" \| \| \| 7. \| Michael Matthews \| BikeExchange-Jayco \| + 0" \| \| \| 8. \| Steven Kruijswijk \| Jumbo-Visma \| + 0" \| \| \| 9. \| Henri Vandenabeele \| Team DSM \| + 0" \| \| \| 10. \| Mattias Skjelmose \| Trek-Segafredo \| + 0" \| \| |                    |                        |            |
| |                    |                        |            |
| Kilde: ProCyclingStats |                    |                        |            |
| Etaperesultat |                    |                        |            |
| Rytter | Rytter             | Hold                   | Tid        |
| 1. | Kaden Groves       | BikeExchange-Jayco     | 4t 44' 28" |
| 2. | Phil Bauhaus       | Bahrain Victorious     | + 0"       |
| 3. | Hugo Hofstetter    | Arkéa-Samsic           | + 0"       |
| 4. | Ethan Vernon       | Quick-Step Alpha Vinyl | + 0"       |
| 5. | Sebastián Molano   | UAE Team Emirates      | + 0"       |
| 6. | Manuel Peñalver    | Burgos-BH              | + 0"       |
| 7. | Michael Matthews   | BikeExchange-Jayco     | + 0"       |
| 8. | Steven Kruijswijk  | Jumbo-Visma            | + 0"       |
| 9. | Henri Vandenabeele | Team DSM               | + 0"       |
| 10. | Mattias Skjelmose  | Trek-Segafredo         | + 0"       |

| \| Samlede stilling \| Samlede stilling \| Samlede stilling \| Samlede stilling \| Samlede stilling \| \| Rytter \| Rytter \| Hold \| Tid \| \| \| ---------------- \| -------------------------- \| ---------------------------------- \| ---------------- \| ---------------- \| \| 1. \| Jonas Iversby Hvideberg \| Team DSM \| 8t 31' 28" \| \| \| 2. \| Michael Matthews \| BikeExchange-Jayco \| + 1" \| \| \| 3. \| Hugo Hofstetter \| Arkéa-Samsic \| + 7" \| \| \| 4. \| Mattias Skjelmose \| Trek-Segafredo \| + 11" \| \| \| 5. \| Sebastián Molano \| UAE Team Emirates \| + 11" \| \| \| 6. \| Giulio Ciccone \| Trek-Segafredo \| + 11" \| \| \| 7. \| Tobias Halland Johannessen \| Uno-X Pro Cycling Team \| + 11" \| \| \| 8. \| Sergio Higuita \| Bora-Hansgrohe \| + 11" \| \| \| 9. \| Jan Bakelants \| Intermarché-Wanty-Gobert Matériaux \| + 11" \| \| \| 10. \| Sam Oomen \| Jumbo-Visma \| + 11" \| \| |                            |                                    |            |
| |                            |                                    |            |
| Kilde: ProCyclingStats |                            |                                    |            |
| Samlede stilling |                            |                                    |            |
| Rytter | Rytter                     | Hold                               | Tid        |
| 1. | Jonas Iversby Hvideberg    | Team DSM                           | 8t 31' 28" |
| 2. | Michael Matthews           | BikeExchange-Jayco                 | + 1"       |
| 3. | Hugo Hofstetter            | Arkéa-Samsic                       | + 7"       |
| 4. | Mattias Skjelmose          | Trek-Segafredo                     | + 11"      |
| 5. | Sebastián Molano           | UAE Team Emirates                  | + 11"      |
| 6. | Giulio Ciccone             | Trek-Segafredo                     | + 11"      |
| 7. | Tobias Halland Johannessen | Uno-X Pro Cycling Team             | + 11"      |
| 8. | Sergio Higuita             | Bora-Hansgrohe                     | + 11"      |
| 9. | Jan Bakelants              | Intermarché-Wanty-Gobert Matériaux | + 11"      |
| 10. | Sam Oomen                  | Jumbo-Visma                        | + 11"      |

### 3. etape
| Perpignan - La Molina | bjergetape | (161,1 km) |

| \| Etaperesultat \| Etaperesultat \| Etaperesultat \| Etaperesultat \| Etaperesultat \| \| Rytter \| Rytter \| Hold \| Tid \| \| \| ------------- \| -------------------------- \| ---------------------- \| ------------- \| ------------- \| \| 1. \| Ben O'Connor \| AG2R Citroën Team \| 4t 12' 51" \| \| \| 2. \| Juan Ayuso \| UAE Team Emirates \| + 6" \| \| \| 3. \| Nairo Quintana \| Arkéa-Samsic \| + 6" \| \| \| 4. \| Sergio Higuita \| Bora-Hansgrohe \| + 6" \| \| \| 5. \| João Almeida \| UAE Team Emirates \| + 6" \| \| \| 6. \| Wout Poels \| Bahrain Victorious \| + 6" \| \| \| 7. \| Giulio Ciccone \| Trek-Segafredo \| + 6" \| \| \| 8. \| Tobias Halland Johannessen \| Uno-X Pro Cycling Team \| + 6" \| \| \| 9. \| Guillaume Martin \| Cofidis \| + 6" \| \| \| 10. \| Damien Howson \| BikeExchange-Jayco \| + 9" \| \| |                            |                        |            |
| |                            |                        |            |
| Kilde: ProCyclingStats |                            |                        |            |
| Etaperesultat |                            |                        |            |
| Rytter | Rytter                     | Hold                   | Tid        |
| 1. | Ben O'Connor               | AG2R Citroën Team      | 4t 12' 51" |
| 2. | Juan Ayuso                 | UAE Team Emirates      | + 6"       |
| 3. | Nairo Quintana             | Arkéa-Samsic           | + 6"       |
| 4. | Sergio Higuita             | Bora-Hansgrohe         | + 6"       |
| 5. | João Almeida               | UAE Team Emirates      | + 6"       |
| 6. | Wout Poels                 | Bahrain Victorious     | + 6"       |
| 7. | Giulio Ciccone             | Trek-Segafredo         | + 6"       |
| 8. | Tobias Halland Johannessen | Uno-X Pro Cycling Team | + 6"       |
| 9. | Guillaume Martin           | Cofidis                | + 6"       |
| 10. | Damien Howson              | BikeExchange-Jayco     | + 9"       |

| \| Samlede stilling \| Samlede stilling \| Samlede stilling \| Samlede stilling \| Samlede stilling \| \| Rytter \| Rytter \| Hold \| Tid \| \| \| ---------------- \| -------------------------- \| ---------------------- \| ---------------- \| ---------------- \| \| 1. \| Ben O'Connor \| AG2R Citroën Team \| 12t 44' 20" \| \| \| 2. \| Juan Ayuso \| UAE Team Emirates \| + 10" \| \| \| 3. \| Nairo Quintana \| Arkéa-Samsic \| + 12" \| \| \| 4. \| Sergio Higuita \| Bora-Hansgrohe \| + 16" \| \| \| 5. \| Giulio Ciccone \| Trek-Segafredo \| + 16" \| \| \| 6. \| Tobias Halland Johannessen \| Uno-X Pro Cycling Team \| + 16" \| \| \| 7. \| Wout Poels \| Bahrain Victorious \| + 16" \| \| \| 8. \| Guillaume Martin \| Cofidis \| + 16" \| \| \| 9. \| João Almeida \| UAE Team Emirates \| + 16" \| \| \| 10. \| Steven Kruijswijk \| Jumbo-Visma \| + 19" \| \| |                            |                        |             |
| |                            |                        |             |
| Kilde: ProCyclingStats |                            |                        |             |
| Samlede stilling |                            |                        |             |
| Rytter | Rytter                     | Hold                   | Tid         |
| 1. | Ben O'Connor               | AG2R Citroën Team      | 12t 44' 20" |
| 2. | Juan Ayuso                 | UAE Team Emirates      | + 10"       |
| 3. | Nairo Quintana             | Arkéa-Samsic           | + 12"       |
| 4. | Sergio Higuita             | Bora-Hansgrohe         | + 16"       |
| 5. | Giulio Ciccone             | Trek-Segafredo         | + 16"       |
| 6. | Tobias Halland Johannessen | Uno-X Pro Cycling Team | + 16"       |
| 7. | Wout Poels                 | Bahrain Victorious     | + 16"       |
| 8. | Guillaume Martin           | Cofidis                | + 16"       |
| 9. | João Almeida               | UAE Team Emirates      | + 16"       |
| 10. | Steven Kruijswijk          | Jumbo-Visma            | + 19"       |

### 4. etape
| La Seu d'Urgell - Boí Taüll Resort | bjergetape | (166,5 km) |

| \| Etaperesultat \| Etaperesultat \| Etaperesultat \| Etaperesultat \| Etaperesultat \| \| Rytter \| Rytter \| Hold \| Tid \| \| \| ------------- \| -------------------------- \| ---------------------- \| ------------- \| ------------- \| \| 1. \| João Almeida \| UAE Team Emirates \| 4t 20' 27" \| \| \| 2. \| Nairo Quintana \| Arkéa-Samsic \| + 0" \| \| \| 3. \| Sergio Higuita \| Bora-Hansgrohe \| + 0" \| \| \| 4. \| Wout Poels \| Bahrain Victorious \| + 7" \| \| \| 5. \| Tobias Halland Johannessen \| Uno-X Pro Cycling Team \| + 13" \| \| \| 6. \| Juan Ayuso \| UAE Team Emirates \| + 13" \| \| \| 7. \| Richard Carapaz \| Ineos Grenadiers \| + 13" \| \| \| 8. \| Jai Hindley \| Bora-Hansgrohe \| + 13" \| \| \| 9. \| Carlos Rodríguez \| Ineos Grenadiers \| + 13" \| \| \| 10. \| Guillaume Martin \| Cofidis \| + 13" \| \| |                            |                        |            |
| |                            |                        |            |
| Kilde: ProCyclingStats |                            |                        |            |
| Etaperesultat |                            |                        |            |
| Rytter | Rytter                     | Hold                   | Tid        |
| 1. | João Almeida               | UAE Team Emirates      | 4t 20' 27" |
| 2. | Nairo Quintana             | Arkéa-Samsic           | + 0"       |
| 3. | Sergio Higuita             | Bora-Hansgrohe         | + 0"       |
| 4. | Wout Poels                 | Bahrain Victorious     | + 7"       |
| 5. | Tobias Halland Johannessen | Uno-X Pro Cycling Team | + 13"      |
| 6. | Juan Ayuso                 | UAE Team Emirates      | + 13"      |
| 7. | Richard Carapaz            | Ineos Grenadiers       | + 13"      |
| 8. | Jai Hindley                | Bora-Hansgrohe         | + 13"      |
| 9. | Carlos Rodríguez           | Ineos Grenadiers       | + 13"      |
| 10. | Guillaume Martin           | Cofidis                | + 13"      |

| \| Samlede stilling \| Samlede stilling \| Samlede stilling \| Samlede stilling \| Samlede stilling \| \| Rytter \| Rytter \| Hold \| Tid \| \| \| ---------------- \| -------------------------- \| ---------------------- \| ---------------- \| ---------------- \| \| 1. \| Nairo Quintana \| Arkéa-Samsic \| + 17t 04' 53" \| \| \| 2. \| João Almeida \| UAE Team Emirates \| + 0" \| \| \| 3. \| Sergio Higuita \| Bora-Hansgrohe \| + 6" \| \| \| 4. \| Ben O'Connor \| AG2R Citroën Team \| + 16" \| \| \| 5. \| Juan Ayuso \| UAE Team Emirates \| + 17" \| \| \| 6. \| Wout Poels \| Bahrain Victorious \| + 17" \| \| \| 7. \| Tobias Halland Johannessen \| Uno-X Pro Cycling Team \| + 23" \| \| \| 8. \| Guillaume Martin \| Cofidis \| + 23" \| \| \| 9. \| Richard Carapaz \| Ineos Grenadiers \| + 26" \| \| \| 10. \| Torstein Træen \| Uno-X Pro Cycling Team \| + 34" \| \| |                            |                        |               |
| |                            |                        |               |
| Kilde: ProCyclingStats |                            |                        |               |
| Samlede stilling |                            |                        |               |
| Rytter | Rytter                     | Hold                   | Tid           |
| 1. | Nairo Quintana             | Arkéa-Samsic           | + 17t 04' 53" |
| 2. | João Almeida               | UAE Team Emirates      | + 0"          |
| 3. | Sergio Higuita             | Bora-Hansgrohe         | + 6"          |
| 4. | Ben O'Connor               | AG2R Citroën Team      | + 16"         |
| 5. | Juan Ayuso                 | UAE Team Emirates      | + 17"         |
| 6. | Wout Poels                 | Bahrain Victorious     | + 17"         |
| 7. | Tobias Halland Johannessen | Uno-X Pro Cycling Team | + 23"         |
| 8. | Guillaume Martin           | Cofidis                | + 23"         |
| 9. | Richard Carapaz            | Ineos Grenadiers       | + 26"         |
| 10. | Torstein Træen             | Uno-X Pro Cycling Team | + 34"         |

### 5. etape
| La Pobla de Segur - Vilanova i la Geltrú | flad etape | (206 km) |

| \| Etaperesultat \| Etaperesultat \| Etaperesultat \| Etaperesultat \| Etaperesultat \| \| Rytter \| Rytter \| Hold \| Tid \| \| \| ------------- \| ---------------- \| ---------------------- \| ------------- \| ------------- \| \| 1. \| Ethan Vernon \| Quick-Step Alpha Vinyl \| 5t 21' 17" \| \| \| 2. \| Phil Bauhaus \| Bahrain Victorious \| + 0" \| \| \| 3. \| Dorian Godon \| AG2R Citroën Team \| + 0" \| \| \| 4. \| Guillaume Boivin \| Israel-Premier Tech \| + 0" \| \| \| 5. \| Kaden Groves \| BikeExchange-Jayco \| + 0" \| \| \| 6. \| Martin Laas \| Bora-Hansgrohe \| + 0" \| \| \| 7. \| Manuel Peñalver \| Burgos-BH \| + 0" \| \| \| 8. \| Ivo Oliveira \| UAE Team Emirates \| + 0" \| \| \| 9. \| Hugo Hofstetter \| Arkéa-Samsic \| + 0" \| \| \| 10. \| Guillaume Martin \| Cofidis \| + 0" \| \| |                  |                        |            |
| |                  |                        |            |
| Kilde: ProCyclingStats |                  |                        |            |
| Etaperesultat |                  |                        |            |
| Rytter | Rytter           | Hold                   | Tid        |
| 1. | Ethan Vernon     | Quick-Step Alpha Vinyl | 5t 21' 17" |
| 2. | Phil Bauhaus     | Bahrain Victorious     | + 0"       |
| 3. | Dorian Godon     | AG2R Citroën Team      | + 0"       |
| 4. | Guillaume Boivin | Israel-Premier Tech    | + 0"       |
| 5. | Kaden Groves     | BikeExchange-Jayco     | + 0"       |
| 6. | Martin Laas      | Bora-Hansgrohe         | + 0"       |
| 7. | Manuel Peñalver  | Burgos-BH              | + 0"       |
| 8. | Ivo Oliveira     | UAE Team Emirates      | + 0"       |
| 9. | Hugo Hofstetter  | Arkéa-Samsic           | + 0"       |
| 10. | Guillaume Martin | Cofidis                | + 0"       |

| \| Samlede stilling \| Samlede stilling \| Samlede stilling \| Samlede stilling \| Samlede stilling \| \| Rytter \| Rytter \| Hold \| Tid \| \| \| ---------------- \| -------------------------- \| ---------------------- \| ---------------- \| ---------------- \| \| 1. \| João Almeida \| UAE Team Emirates \| 22t 26' 09" \| \| \| 2. \| Nairo Quintana \| Arkéa-Samsic \| + 1" \| \| \| 3. \| Sergio Higuita \| Bora-Hansgrohe \| + 7" \| \| \| 4. \| Juan Ayuso \| UAE Team Emirates \| + 18" \| \| \| 5. \| Wout Poels \| Bahrain Victorious \| + 18" \| \| \| 6. \| Ben O'Connor \| AG2R Citroën Team \| + 18" \| \| \| 7. \| Tobias Halland Johannessen \| Uno-X Pro Cycling Team \| + 21" \| \| \| 8. \| Guillaume Martin \| Cofidis \| + 24" \| \| \| 9. \| Richard Carapaz \| Ineos Grenadiers \| + 27" \| \| \| 10. \| Torstein Træen \| Uno-X Pro Cycling Team \| + 35" \| \| |                            |                        |             |
| |                            |                        |             |
| Kilde: ProCyclingStats |                            |                        |             |
| Samlede stilling |                            |                        |             |
| Rytter | Rytter                     | Hold                   | Tid         |
| 1. | João Almeida               | UAE Team Emirates      | 22t 26' 09" |
| 2. | Nairo Quintana             | Arkéa-Samsic           | + 1"        |
| 3. | Sergio Higuita             | Bora-Hansgrohe         | + 7"        |
| 4. | Juan Ayuso                 | UAE Team Emirates      | + 18"       |
| 5. | Wout Poels                 | Bahrain Victorious     | + 18"       |
| 6. | Ben O'Connor               | AG2R Citroën Team      | + 18"       |
| 7. | Tobias Halland Johannessen | Uno-X Pro Cycling Team | + 21"       |
| 8. | Guillaume Martin           | Cofidis                | + 24"       |
| 9. | Richard Carapaz            | Ineos Grenadiers       | + 27"       |
| 10. | Torstein Træen             | Uno-X Pro Cycling Team | + 35"       |

### 6. etape
| Salou - Cambrils | middel bjergetape | (167,5 km) |

| \| Etaperesultat \| Etaperesultat \| Etaperesultat \| Etaperesultat \| Etaperesultat \| \| Rytter \| Rytter \| Hold \| Tid \| \| \| ------------- \| ------------------ \| ---------------------------------- \| ------------- \| ------------- \| \| 1. \| Richard Carapaz \| Ineos Grenadiers \| + 4t 09' 19" \| \| \| 2. \| Sergio Higuita \| Bora-Hansgrohe \| + 0" \| \| \| 3. \| Kaden Groves \| BikeExchange-Jayco \| + 48" \| \| \| 4. \| Simone Velasco \| Astana Qazaqstan Team \| + 48" \| \| \| 5. \| Quentin Pacher \| Groupama-FDJ \| + 48" \| \| \| 6. \| Jan Bakelants \| Intermarché-Wanty-Gobert Matériaux \| + 48" \| \| \| 7. \| Fernando Barceló \| Caja Rural-Seguros RGA \| + 48" \| \| \| 8. \| Dorian Godon \| AG2R Citroën Team \| + 48" \| \| \| 9. \| Mattias Skjelmose \| Trek-Segafredo \| + 48" \| \| \| 10. \| Henri Vandenabeele \| Team DSM \| + 48" \| \| |                    |                                    |              |
| |                    |                                    |              |
| Kilde: ProCyclingStats |                    |                                    |              |
| Etaperesultat |                    |                                    |              |
| Rytter | Rytter             | Hold                               | Tid          |
| 1. | Richard Carapaz    | Ineos Grenadiers                   | + 4t 09' 19" |
| 2. | Sergio Higuita     | Bora-Hansgrohe                     | + 0"         |
| 3. | Kaden Groves       | BikeExchange-Jayco                 | + 48"        |
| 4. | Simone Velasco     | Astana Qazaqstan Team              | + 48"        |
| 5. | Quentin Pacher     | Groupama-FDJ                       | + 48"        |
| 6. | Jan Bakelants      | Intermarché-Wanty-Gobert Matériaux | + 48"        |
| 7. | Fernando Barceló   | Caja Rural-Seguros RGA             | + 48"        |
| 8. | Dorian Godon       | AG2R Citroën Team                  | + 48"        |
| 9. | Mattias Skjelmose  | Trek-Segafredo                     | + 48"        |
| 10. | Henri Vandenabeele | Team DSM                           | + 48"        |

| \| Samlede stilling \| Samlede stilling \| Samlede stilling \| Samlede stilling \| Samlede stilling \| \| Rytter \| Rytter \| Hold \| Tid \| \| \| ---------------- \| -------------------------- \| ---------------------- \| ---------------- \| ---------------- \| \| 1. \| Sergio Higuita \| Bora-Hansgrohe \| + 26t 35' 24" \| \| \| 2. \| Richard Carapaz \| Ineos Grenadiers \| + 16" \| \| \| 3. \| João Almeida \| UAE Team Emirates \| + 52" \| \| \| 4. \| Nairo Quintana \| Arkéa-Samsic \| + 53" \| \| \| 5. \| Juan Ayuso \| UAE Team Emirates \| + 1' 08" \| \| \| 6. \| Wout Poels \| Bahrain Victorious \| + 1' 10" \| \| \| 7. \| Ben O'Connor \| AG2R Citroën Team \| + 1' 10" \| \| \| 8. \| Tobias Halland Johannessen \| Uno-X Pro Cycling Team \| + 1' 13" \| \| \| 9. \| Guillaume Martin \| Cofidis \| + 1' 16" \| \| \| 10. \| Torstein Træen \| Uno-X Pro Cycling Team \| + 1' 27" \| \| |                            |                        |               |
| |                            |                        |               |
| Kilde: ProCyclingStats |                            |                        |               |
| Samlede stilling |                            |                        |               |
| Rytter | Rytter                     | Hold                   | Tid           |
| 1. | Sergio Higuita             | Bora-Hansgrohe         | + 26t 35' 24" |
| 2. | Richard Carapaz            | Ineos Grenadiers       | + 16"         |
| 3. | João Almeida               | UAE Team Emirates      | + 52"         |
| 4. | Nairo Quintana             | Arkéa-Samsic           | + 53"         |
| 5. | Juan Ayuso                 | UAE Team Emirates      | + 1' 08"      |
| 6. | Wout Poels                 | Bahrain Victorious     | + 1' 10"      |
| 7. | Ben O'Connor               | AG2R Citroën Team      | + 1' 10"      |
| 8. | Tobias Halland Johannessen | Uno-X Pro Cycling Team | + 1' 13"      |
| 9. | Guillaume Martin           | Cofidis                | + 1' 16"      |
| 10. | Torstein Træen             | Uno-X Pro Cycling Team | + 1' 27"      |

### 7. etape
| Barcelona - Barcelona | middel bjergetape | (138,5 km) |

| \| Etaperesultat \| Etaperesultat \| Etaperesultat \| Etaperesultat \| Etaperesultat \| \| Rytter \| Rytter \| Hold \| Tid \| \| \| ------------- \| ---------------- \| ---------------------- \| ------------- \| ------------- \| \| 1. \| Andrea Bagioli \| Quick-Step Alpha Vinyl \| 3t 18' 09" \| \| \| 2. \| Attila Valter \| Groupama-FDJ \| + 0" \| \| \| 3. \| Fernando Barceló \| Caja Rural-Seguros RGA \| + 0" \| \| \| 4. \| Juan Ayuso \| UAE Team Emirates \| + 0" \| \| \| 5. \| Dylan Teuns \| Bahrain Victorious \| + 0" \| \| \| 6. \| Guillaume Martin \| Cofidis \| + 0" \| \| \| 7. \| Nairo Quintana \| Arkéa-Samsic \| + 0" \| \| \| 8. \| Carlos Verona \| Movistar Team \| + 0" \| \| \| 9. \| Sergio Higuita \| Bora-Hansgrohe \| + 0" \| \| \| 10. \| Richard Carapaz \| Ineos Grenadiers \| + 0" \| \| |                  |                        |            |
| |                  |                        |            |
| Kilde: ProCyclingStats |                  |                        |            |
| Etaperesultat |                  |                        |            |
| Rytter | Rytter           | Hold                   | Tid        |
| 1. | Andrea Bagioli   | Quick-Step Alpha Vinyl | 3t 18' 09" |
| 2. | Attila Valter    | Groupama-FDJ           | + 0"       |
| 3. | Fernando Barceló | Caja Rural-Seguros RGA | + 0"       |
| 4. | Juan Ayuso       | UAE Team Emirates      | + 0"       |
| 5. | Dylan Teuns      | Bahrain Victorious     | + 0"       |
| 6. | Guillaume Martin | Cofidis                | + 0"       |
| 7. | Nairo Quintana   | Arkéa-Samsic           | + 0"       |
| 8. | Carlos Verona    | Movistar Team          | + 0"       |
| 9. | Sergio Higuita   | Bora-Hansgrohe         | + 0"       |
| 10. | Richard Carapaz  | Ineos Grenadiers       | + 0"       |

## Resultater

### Samlede stilling
| \| Samlede stilling \| Samlede stilling \| Samlede stilling \| Samlede stilling \| Samlede stilling \| \| Rytter \| Rytter \| Hold \| Tid \| \| \| ---------------- \| -------------------------- \| ---------------------- \| ---------------- \| ---------------- \| \| 1. \| Sergio Higuita \| Bora-Hansgrohe \| + 29t 53' 33" \| \| \| 2. \| Richard Carapaz \| Ineos Grenadiers \| + 16" \| \| \| 3. \| João Almeida \| UAE Team Emirates \| + 52" \| \| \| 4. \| Nairo Quintana \| Arkéa-Samsic \| + 53" \| \| \| 5. \| Juan Ayuso \| UAE Team Emirates \| + 1' 08" \| \| \| 6. \| Ben O'Connor \| AG2R Citroën Team \| + 1' 10" \| \| \| 7. \| Tobias Halland Johannessen \| Uno-X Pro Cycling Team \| + 1' 13" \| \| \| 8. \| Guillaume Martin \| Cofidis \| + 1' 16" \| \| \| 9. \| Torstein Træen \| Uno-X Pro Cycling Team \| + 1' 27" \| \| \| 10. \| Sam Oomen \| Jumbo-Visma \| + 1' 55" \| \| |                            |                        |               |
| |                            |                        |               |
| Kilde: ProCyclingStats |                            |                        |               |
| Samlede stilling |                            |                        |               |
| Rytter | Rytter                     | Hold                   | Tid           |
| 1. | Sergio Higuita             | Bora-Hansgrohe         | + 29t 53' 33" |
| 2. | Richard Carapaz            | Ineos Grenadiers       | + 16"         |
| 3. | João Almeida               | UAE Team Emirates      | + 52"         |
| 4. | Nairo Quintana             | Arkéa-Samsic           | + 53"         |
| 5. | Juan Ayuso                 | UAE Team Emirates      | + 1' 08"      |
| 6. | Ben O'Connor               | AG2R Citroën Team      | + 1' 10"      |
| 7. | Tobias Halland Johannessen | Uno-X Pro Cycling Team | + 1' 13"      |
| 8. | Guillaume Martin           | Cofidis                | + 1' 16"      |
| 9. | Torstein Træen             | Uno-X Pro Cycling Team | + 1' 27"      |
| 10. | Sam Oomen                  | Jumbo-Visma            | + 1' 55"      |

### Pointkonkurrencen
| Pointkonkurrence | Pointkonkurrence | Pointkonkurrence       | Pointkonkurrence | Pointkonkurrence |
| Rytter           | Rytter           | Hold                   | Point            |                  |
| ---------------- | ---------------- | ---------------------- | ---------------- | ---------------- |
| 1.               | Kaden Groves     | BikeExchange-Jayco     | 17 point         |                  |
| 2.               | Richard Carapaz  | Ineos Grenadiers       | 15 point         |                  |
| 3.               | Sergio Higuita   | Bora-Hansgrohe         | 15 point         |                  |
| 4.               | João Almeida     | UAE Team Emirates      | 11 point         |                  |
| 5.               | Ben O'Connor     | AG2R Citroën Team      | 10 point         |                  |
| 6.               | Andrea Bagioli   | Quick-Step Alpha Vinyl | 10 point         |                  |
| 7.               | Ethan Vernon     | Quick-Step Alpha Vinyl | 10 point         |                  |
| 8.               | Nairo Quintana   | Arkéa-Samsic           | 10 point         |                  |
| 9.               | Juan Ayuso       | UAE Team Emirates      | 8 point          |                  |
| 10.              | Attila Valter    | Groupama-FDJ           | 6 point          |                  |

### Bjergkonkurrencen
| Bjergkonkurrence | Bjergkonkurrence  | Bjergkonkurrence  | Bjergkonkurrence | Bjergkonkurrence |
| Rytter           | Rytter            | Hold              | Point            |                  |
| ---------------- | ----------------- | ----------------- | ---------------- | ---------------- |
| 1.               | Sergio Higuita    | Bora-Hansgrohe    | 28 point         |                  |
| 2.               | Mikel Bizkarra    | Euskaltel-Euskadi | 21 point         |                  |
| 3.               | Ander Okamika     | Burgos-BH         | 20 point         |                  |
| 4.               | Richard Carapaz   | Ineos Grenadiers  | 20 point         |                  |
| 5.               | Steven Kruijswijk | Jumbo-Visma       | 17 point         |                  |
| 6.               | João Almeida      | UAE Team Emirates | 16 point         |                  |
| 7.               | Juan Ayuso        | UAE Team Emirates | 16 point         |                  |
| 8.               | Jesús Herrada     | Cofidis           | 15 point         |                  |
| 9.               | Nairo Quintana    | Arkéa-Samsic      | 14 point         |                  |
| 10.              | Quentin Pacher    | Groupama-FDJ      | 12 point         |                  |

### Ungdomskonkurrencen
| Ungdomskonkurrence | Ungdomskonkurrence         | Ungdomskonkurrence     | Ungdomskonkurrence | Ungdomskonkurrence |
| Rytter             | Rytter                     | Hold                   | Tid                |                    |
| ------------------ | -------------------------- | ---------------------- | ------------------ | ------------------ |
| 1.                 | Sergio Higuita             | Bora-Hansgrohe         | 29t 53' 33"        |                    |
| 2.                 | João Almeida               | UAE Team Emirates      | + 52"              |                    |
| 3.                 | Juan Ayuso                 | UAE Team Emirates      | + 1' 08"           |                    |
| 4.                 | Tobias Halland Johannessen | Uno-X Pro Cycling Team | + 1' 13"           |                    |
| 5.                 | Carlos Rodríguez           | Ineos Grenadiers       | + 2' 50"           |                    |
| 6.                 | Mattias Skjelmose          | Trek-Segafredo         | + 2' 54"           |                    |
| 7.                 | Javier Romo                | Astana Qazaqstan Team  | + 12' 35"          |                    |
| 8.                 | Attila Valter              | Groupama-FDJ           | + 17' 35"          |                    |
| 9.                 | Sylvain Moniquet           | Lotto-Soudal           | + 20' 50"          |                    |
| 10.                | Henri Vandenabeele         | Team DSM               | + 23' 52"          |                    |

### Holdkonkurrencen
| Holdkonkurrence | Holdkonkurrence                    | Holdkonkurrence | Holdkonkurrence |
| Hold            | Hold                               | Tid             |                 |
| --------------- | ---------------------------------- | --------------- | --------------- |
| 1.              | Bahrain Victorious                 | 89t 46' 49"     |                 |
| 2.              | UAE Team Emirates                  | + 6' 35"        |                 |
| 3.              | Groupama-FDJ                       | + 7' 18"        |                 |
| 4.              | Uno-X Pro Cycling Team             | + 7' 20"        |                 |
| 5.              | Ineos Grenadiers                   | + 11' 14"       |                 |
| 6.              | Bora-Hansgrohe                     | + 11' 15"       |                 |
| 7.              | Trek-Segafredo                     | + 17' 53"       |                 |
| 8.              | Intermarché-Wanty-Gobert Matériaux | + 18' 00"       |                 |
| 9.              | Movistar Team                      | + 24' 50"       |                 |
| 10.             | Jumbo-Visma                        | + 26' 44"       |                 |

## Hold og ryttere
| UCI WorldTeams (18)- AG2R Citroën Team - Astana Qazaqstan Team - Bahrain Victorious - Bora-Hansgrohe - Cofidis - EF Education-EasyPost - Groupama-FDJ - Ineos Grenadiers - Intermarché-Wanty-Gobert Matériaux - Israel-Premier Tech - Jumbo-Visma - Lotto-Soudal - Movistar Team - Quick-Step Alpha Vinyl - BikeExchange-Jayco - Team DSM - Trek-Segafredo - UAE Team Emirates UCI ProTeams (6)- Arkéa-Samsic - Burgos-BH - Caja Rural-Seguros RGA - Euskaltel-Euskadi - Equipo Kern Pharma - Uno-X Pro Cycling Team |
| |

### Danske ryttere
| Danske ryttere på startlisten |                         |                         |           |
| Rygnummer                     | Rytter                  | Hold                    | Placering |
| 83                            | Mads Würtz Schmidt      | Israel-Premier Tech     | 72        |
| 101                           | Mattias Skjelmose       | Trek-Segafredo          | 16        |
| 176                           | Christopher Juul-Jensen | Team BikeExchange-Jayco | 79        |
| 182                           | Casper Pedersen         | Team DSM                | DNF-7     |
| 202                           | Anthon Charmig          | Uno-X Pro Cycling Team  | DNF-6     |
| 205                           | Jonas Gregaard          | Uno-X Pro Cycling Team  | 22        |
| 206                           | Jacob Hindsgaul         | Uno-X Pro Cycling Team  | 90        |

* DNF = gennemførte ikke

### Startliste
| Ineos Grenadiers IGD | Ineos Grenadiers IGD        | Ineos Grenadiers IGD |
| -------------------- | --------------------------- | -------------------- |
| Nr.                  | Rytter                      | Placering            |
| 1                    | Richie Porte (AUS)          | DNF-2                |
| 2                    | Richard Carapaz (ECU)       | 2.                   |
| 3                    | Michał Kwiatkowski (POL)    | DNS-3                |
| 4                    | Carlos Rodríguez (ESP)      | 15.                  |
| 5                    | Pavel Sivakov (FRA)         | DNF-4                |
| 6                    | Jonathan Castroviejo (ESP)  | 43.                  |
| 7                    | Luke Plapp (AUS) (landevej) | DNF-6                |

| Quick-Step Alpha Vinyl QST | Quick-Step Alpha Vinyl QST | Quick-Step Alpha Vinyl QST |
| -------------------------- | -------------------------- | -------------------------- |
| Nr.                        | Rytter                     | Placering                  |
| 11                         | Fausto Masnada (ITA)       | DNF-3                      |
| 12                         | Andrea Bagioli (ITA)       | 56.                        |
| 13                         | Ilan Van Wilder (BEL)      | DNF-6                      |
| 14                         | Louis Vervaeke (BEL)       | 62.                        |
| 15                         | Ethan Vernon (GBR)         | 92.                        |
| 16                         | Pieter Serry (BEL)         | DNS-4                      |
| 17                         | Dries Devenyns (BEL)       | 76.                        |

| Jumbo-Visma TJV | Jumbo-Visma TJV         | Jumbo-Visma TJV |
| --------------- | ----------------------- | --------------- |
| Nr.             | Rytter                  | Placering       |
| 21              | Rohan Dennis (AUS)      | 54.             |
| 22              | Steven Kruijswijk (NED) | 20.             |
| 23              | Sam Oomen (NED)         | 10.             |
| 25              | Tom Dumoulin (NED)      | DNF-3           |
| 26              | David Dekker (NED)      | DNS-6           |
| 27              | Robert Gesink (NED)     | 40.             |

| UAE Team Emirates UAD | UAE Team Emirates UAD  | UAE Team Emirates UAD |
| --------------------- | ---------------------- | --------------------- |
| Nr.                   | Rytter                 | Placering             |
| 31                    | João Almeida (POR)     | 3.                    |
| 32                    | Rui Costa (POR)        | 69.                   |
| 33                    | George Bennett (NZL)   | 42.                   |
| 34                    | Sebastián Molano (COL) | DNF-5                 |
| 35                    | Juan Ayuso (ESP)       | 5.                    |
| 36                    | Ivo Oliveira (POR)     | 94.                   |
| 37                    | Marc Soler (ESP)       | DNF-7                 |

| Bahrain Victorious TBV | Bahrain Victorious TBV           | Bahrain Victorious TBV |
| ---------------------- | -------------------------------- | ---------------------- |
| Nr.                    | Rytter                           | Placering              |
| 41                     | Jack Haig (AUS)                  | DNS-2                  |
| 42                     | Sonny Colbrelli (ITA) (landevej) | DNS-2                  |
| 43                     | Dylan Teuns (BEL)                | 12.                    |
| 44                     | Wout Poels (NED)                 | DNF-7                  |
| 45                     | Phil Bauhaus (GER)               | DNF-7                  |
| 46                     | Santiago Buitrago (COL)          | 37.                    |
| 47                     | Hermann Pernsteiner (AUT)        | 17.                    |

| Bora-Hansgrohe BOH | Bora-Hansgrohe BOH              | Bora-Hansgrohe BOH |
| ------------------ | ------------------------------- | ------------------ |
| Nr.                | Rytter                          | Placering          |
| 51                 | Ben Zwiehoff (GER)              | 63.                |
| 53                 | Jai Hindley (AUS)               | 13.                |
| 54                 | Sergio Higuita (COL) (landevej) | 1.                 |
| 55                 | Martin Laas (EST)               | DNF-7              |
| 56                 | Anton Palzer (GER)              | 25.                |
| 57                 | Cesare Benedetti (POL)          | DNS-4              |

| AG2R Citroën Team ACT | AG2R Citroën Team ACT | AG2R Citroën Team ACT |
| --------------------- | --------------------- | --------------------- |
| Nr.                   | Rytter                | Placering             |
| 61                    | Ben O'Connor (AUS)    | 6.                    |
| 62                    | Dorian Godon (FRA)    | 67.                   |
| 63                    | Larry Warbasse (USA)  | 60.                   |
| 64                    | Clément Berthet (FRA) | 49.                   |
| 65                    | Mikaël Cherel (FRA)   | 57.                   |
| 66                    | Jaakko Hänninen (FIN) | 81.                   |
| 67                    | Nans Peters (FRA)     | DNF-2                 |

| Groupama-FDJ GFC | Groupama-FDJ GFC            | Groupama-FDJ GFC |
| ---------------- | --------------------------- | ---------------- |
| Nr.              | Rytter                      | Placering        |
| 71               | Michael Storer (AUS)        | 52.              |
| 72               | Sébastien Reichenbach (SUI) | 14.              |
| 73               | Attila Valter (HUN)         | 26.              |
| 74               | Matteo Badilatti (SUI)      | 66.              |
| 75               | Rudy Molard (FRA)           | DNF-7            |
| 76               | Quentin Pacher (FRA)        | 23.              |
| 77               | Bruno Armirail (FRA)        | DNF-6            |

| Israel-Premier Tech IPT | Israel-Premier Tech IPT             | Israel-Premier Tech IPT |
| ----------------------- | ----------------------------------- | ----------------------- |
| Nr.                     | Rytter                              | Placering               |
| 81                      | Michael Woods (CAN)                 | DNS-6                   |
| 82                      | Alessandro De Marchi (ITA)          | DNS-1                   |
| 83                      | Mads Würtz Schmidt (DEN) (landevej) | 72.                     |
| 84                      | Corbin Strong (NZL)                 | DNS-4                   |
| 85                      | Daryl Impey (RSA)                   | 53.                     |
| 86                      | Simon Clarke (AUS)                  | 47.                     |
| 87                      | Guillaume Boivin (CAN) (landevej)   | DNF-6                   |

| Movistar Team MOV | Movistar Team MOV        | Movistar Team MOV |
| ----------------- | ------------------------ | ----------------- |
| Nr.               | Rytter                   | Placering         |
| 91                | Alejandro Valverde (ESP) | DNS-6             |
| 92                | Iván Sosa (COL)          | 41.               |
| 93                | Carlos Verona (ESP)      | 11.               |
| 94                | José Joaquín Rojas (ESP) | DNS-4             |
| 95                | Oier Lazkano (ESP)       | 85.               |
| 96                | Will Barta (USA)         | 77.               |
| 97                | Albert Torres (ESP)      | DNF-5             |

| Trek-Segafredo TFS | Trek-Segafredo TFS            | Trek-Segafredo TFS |
| ------------------ | ----------------------------- | ------------------ |
| Nr.                | Rytter                        | Placering          |
| 101                | Mattias Skjelmose (DEN)       | 16.                |
| 102                | Antwan Tolhoek (NED)          | 78.                |
| 103                | Giulio Ciccone (ITA)          | 21.                |
| 104                | Juan Pedro López (ESP)        | DNF-7              |
| 105                | Amanuel Ghebreigzabhier (ERI) | DNF-7              |
| 106                | Dario Cataldo (ITA)           | DNF-6              |
| 107                | Marc Brustenga (ESP)          | DNF-7              |

| Astana Qazaqstan Team AST | Astana Qazaqstan Team AST   | Astana Qazaqstan Team AST |
| ------------------------- | --------------------------- | ------------------------- |
| Nr.                       | Rytter                      | Placering                 |
| 111                       | Joe Dombrowski (USA)        | 32.                       |
| 112                       | Simone Velasco (ITA)        | 36.                       |
| 113                       | Javier Romo (ESP)           | 24.                       |
| 114                       | Vadim Pronskij (KAZ)        | 58.                       |
| 115                       | Sebastián Henao (COL)       | 45.                       |
| 116                       | Aljaksandr Rabusjenka (BLR) | 91.                       |
| 117                       | Valerio Conti (ITA)         | DNS-6                     |

| Intermarché-Wanty-Gobert Matériaux IWG | Intermarché-Wanty-Gobert Matériaux IWG | Intermarché-Wanty-Gobert Matériaux IWG |
| -------------------------------------- | -------------------------------------- | -------------------------------------- |
| Nr.                                    | Rytter                                 | Placering                              |
| 121                                    | Louis Meintjes (RSA)                   | 46.                                    |
| 122                                    | Simone Petilli (ITA)                   | 31.                                    |
| 123                                    | Jan Hirt (CZE)                         | DNF-7                                  |
| 124                                    | Laurens Huys (BEL)                     | 35.                                    |
| 125                                    | Jan Bakelants (BEL)                    | 19.                                    |
| 126                                    | Tom Devriendt (BEL)                    | DNF-3                                  |
| 127                                    | Théo Delacroix (FRA)                   | DNF-6                                  |

| Cofidis COF | Cofidis COF               | Cofidis COF |
| ----------- | ------------------------- | ----------- |
| Nr.         | Rytter                    | Placering   |
| 131         | Guillaume Martin (FRA)    | 8.          |
| 132         | Jesús Herrada (ESP)       | 28.         |
| 133         | Pierre-Luc Périchon (FRA) | 84.         |
| 134         | Hugo Toumire (FRA)        | DNF-6       |
| 135         | Alexandre Delettre (FRA)  | 93.         |
| 136         | José Herrada (ESP)        | 30.         |
| 137         | Sander Armée (BEL)        | 86.         |

| EF Education-EasyPost EFE | EF Education-EasyPost EFE  | EF Education-EasyPost EFE |
| ------------------------- | -------------------------- | ------------------------- |
| Nr.                       | Rytter                     | Placering                 |
| 141                       | Diego Camargo (COL)        | 64.                       |
| 142                       | Esteban Chaves (COL)       | 44.                       |
| 143                       | Hugh Carthy (GBR)          | 27.                       |
| 144                       | Odd Christian Eiking (NOR) | DNS-6                     |
| 145                       | Merhawi Kudus (ERI)        | 50.                       |
| 146                       | Neilson Powless (USA)      | DNS-6                     |
| 147                       | Jonathan Caicedo (ECU)     | DNF-7                     |

| Arkéa-Samsic ARK | Arkéa-Samsic ARK          | Arkéa-Samsic ARK |
| ---------------- | ------------------------- | ---------------- |
| Nr.              | Rytter                    | Placering        |
| 151              | Nairo Quintana (COL)      | 4.               |
| 152              | Élie Gesbert (FRA)        | 68.              |
| 153              | Anthony Delaplace (FRA)   | DNF-6            |
| 154              | Miguel Flórez López (COL) | DNF-6            |
| 155              | Hugo Hofstetter (FRA)     | DNF-7            |
| 156              | Winner Anacona (COL)      | 65.              |
| 157              | Łukasz Owsian (POL)       | 39.              |

| Lotto-Soudal LTS | Lotto-Soudal LTS        | Lotto-Soudal LTS |
| ---------------- | ----------------------- | ---------------- |
| Nr.              | Rytter                  | Placering        |
| 161              | Thomas De Gendt (BEL)   | DNF-3            |
| 162              | Harm Vanhoucke (BEL)    | DNF-6            |
| 164              | Filippo Conca (ITA)     | DNF-6            |
| 165              | Matthew Holmes (GBR)    | DNS-5            |
| 166              | Viktor Verschaeve (BEL) | DNF-6            |
| 167              | Sylvain Moniquet (BEL)  | 29.              |

| BikeExchange-Jayco BEX | BikeExchange-Jayco BEX        | BikeExchange-Jayco BEX |
| ---------------------- | ----------------------------- | ---------------------- |
| Nr.                    | Rytter                        | Placering              |
| 171                    | Simon Yates (GBR)             | DNS-4                  |
| 172                    | Michael Matthews (AUS)        | DNF-3                  |
| 173                    | Damien Howson (AUS)           | 33.                    |
| 174                    | Kaden Groves (AUS)            | 71.                    |
| 175                    | Michael Hepburn (AUS)         | DNF-6                  |
| 176                    | Christopher Juul-Jensen (DEN) | 79.                    |
| 177                    | Callum Scotson (AUS)          | 51.                    |

| Team DSM DSM | Team DSM DSM                  | Team DSM DSM |
| ------------ | ----------------------------- | ------------ |
| Nr.          | Rytter                        | Placering    |
| 181          | Mark Donovan (GBR)            | DNS-6        |
| 182          | Casper Pedersen (DEN)         | DNF-7        |
| 183          | Romain Combaud (FRA)          | DNS-4        |
| 184          | Henri Vandenabeele (BEL)      | 34.          |
| 185          | Marius Mayrhofer (GER)        | DNF-3        |
| 186          | Jonas Iversby Hvideberg (NOR) | DNF-7        |
| 187          | Marco Brenner (GER)           | DNF-4        |

| Equipo Kern Pharma EKP | Equipo Kern Pharma EKP   | Equipo Kern Pharma EKP |
| ---------------------- | ------------------------ | ---------------------- |
| Nr.                    | Rytter                   | Placering              |
| 191                    | José Félix Parra (ESP)   | DNF-6                  |
| 192                    | Urko Berrade (ESP)       | DNS-6                  |
| 193                    | Héctor Carretero (ESP)   | DNF-7                  |
| 194                    | Raúl García Pierna (ESP) | 74.                    |
| 195                    | Jaime Castrillo (ESP)    | DNF-6                  |
| 196                    | Francisco Galván (ESP)   | 59.                    |
| 197                    | Roger Adrià (ESP)        | 73.                    |

| Uno-X Pro Cycling Team UXT | Uno-X Pro Cycling Team UXT       | Uno-X Pro Cycling Team UXT |
| -------------------------- | -------------------------------- | -------------------------- |
| Nr.                        | Rytter                           | Placering                  |
| 201                        | Tobias Halland Johannessen (NOR) | 7.                         |
| 202                        | Anthon Charmig (DEN)             | DNF-6                      |
| 203                        | Idar Andersen (NOR)              | DNF-7                      |
| 204                        | Torstein Træen (NOR)             | 9.                         |
| 205                        | Jonas Gregaard (DEN)             | 22.                        |
| 206                        | Jacob Hindsgaul (DEN)            | 90.                        |
| 207                        | Torjus Sleen (NOR)               | DNF-6                      |

| Caja Rural-Seguros RGA CJR | Caja Rural-Seguros RGA CJR | Caja Rural-Seguros RGA CJR |
| -------------------------- | -------------------------- | -------------------------- |
| Nr.                        | Rytter                     | Placering                  |
| 211                        | Jhojan García (COL)        | 75.                        |
| 212                        | Michal Schlegel (CZE)      | 88.                        |
| 213                        | Fernando Barceló (ESP)     | 38.                        |
| 214                        | Mikel Nieve (ESP)          | DNF-4                      |
| 215                        | Álvaro Cuadros (ESP)       | DNF-3                      |
| 216                        | Joel Nicolau (ESP)         | 70.                        |
| 217                        | Eduard Prades (ESP)        | DNF-7                      |

| Euskaltel-Euskadi EUS | Euskaltel-Euskadi EUS    | Euskaltel-Euskadi EUS |
| --------------------- | ------------------------ | --------------------- |
| Nr.                   | Rytter                   | Placering             |
| 221                   | Mikel Bizkarra (ESP)     | 89.                   |
| 222                   | Luis Ángel Maté (ESP)    | DNF-7                 |
| 223                   | Gotzon Martín (ESP)      | 55.                   |
| 224                   | Joan Bou (ESP)           | 80.                   |
| 225                   | Unai Cuadrado (ESP)      | 87.                   |
| 226                   | Carlos Canal (ESP)       | 48.                   |
| 227                   | Antonio Jesús Soto (ESP) | 82.                   |

| Burgos-BH BBH | Burgos-BH BBH         | Burgos-BH BBH |
| ------------- | --------------------- | ------------- |
| Nr.           | Rytter                | Placering     |
| 231           | Daniel Navarro (ESP)  | 18.           |
| 232           | Óscar Cabedo (ESP)    | DNF-6         |
| 233           | Jetse Bol (NED)       | 61.           |
| 234           | Alex Molenaar (NED)   | DNF-7         |
| 235           | Adrià Moreno (ESP)    | DNF-7         |
| 236           | Ander Okamika (ESP)   | 83.           |
| 237           | Manuel Peñalver (ESP) | DNF-7         |

| Ineos Grenadiers IGD | Ineos Grenadiers IGD        | Ineos Grenadiers IGD |
| -------------------- | --------------------------- | -------------------- |
| Nr.                  | Rytter                      | Placering            |
| 1                    | Richie Porte (AUS)          | DNF-2                |
| 2                    | Richard Carapaz (ECU)       | 2.                   |
| 3                    | Michał Kwiatkowski (POL)    | DNS-3                |
| 4                    | Carlos Rodríguez (ESP)      | 15.                  |
| 5                    | Pavel Sivakov (FRA)         | DNF-4                |
| 6                    | Jonathan Castroviejo (ESP)  | 43.                  |
| 7                    | Luke Plapp (AUS) (landevej) | DNF-6                |

| Quick-Step Alpha Vinyl QST | Quick-Step Alpha Vinyl QST | Quick-Step Alpha Vinyl QST |
| -------------------------- | -------------------------- | -------------------------- |
| Nr.                        | Rytter                     | Placering                  |
| 11                         | Fausto Masnada (ITA)       | DNF-3                      |
| 12                         | Andrea Bagioli (ITA)       | 56.                        |
| 13                         | Ilan Van Wilder (BEL)      | DNF-6                      |
| 14                         | Louis Vervaeke (BEL)       | 62.                        |
| 15                         | Ethan Vernon (GBR)         | 92.                        |
| 16                         | Pieter Serry (BEL)         | DNS-4                      |
| 17                         | Dries Devenyns (BEL)       | 76.                        |

| Jumbo-Visma TJV | Jumbo-Visma TJV         | Jumbo-Visma TJV |
| --------------- | ----------------------- | --------------- |
| Nr.             | Rytter                  | Placering       |
| 21              | Rohan Dennis (AUS)      | 54.             |
| 22              | Steven Kruijswijk (NED) | 20.             |
| 23              | Sam Oomen (NED)         | 10.             |
| 25              | Tom Dumoulin (NED)      | DNF-3           |
| 26              | David Dekker (NED)      | DNS-6           |
| 27              | Robert Gesink (NED)     | 40.             |

| UAE Team Emirates UAD | UAE Team Emirates UAD  | UAE Team Emirates UAD |
| --------------------- | ---------------------- | --------------------- |
| Nr.                   | Rytter                 | Placering             |
| 31                    | João Almeida (POR)     | 3.                    |
| 32                    | Rui Costa (POR)        | 69.                   |
| 33                    | George Bennett (NZL)   | 42.                   |
| 34                    | Sebastián Molano (COL) | DNF-5                 |
| 35                    | Juan Ayuso (ESP)       | 5.                    |
| 36                    | Ivo Oliveira (POR)     | 94.                   |
| 37                    | Marc Soler (ESP)       | DNF-7                 |

| Bahrain Victorious TBV | Bahrain Victorious TBV           | Bahrain Victorious TBV |
| ---------------------- | -------------------------------- | ---------------------- |
| Nr.                    | Rytter                           | Placering              |
| 41                     | Jack Haig (AUS)                  | DNS-2                  |
| 42                     | Sonny Colbrelli (ITA) (landevej) | DNS-2                  |
| 43                     | Dylan Teuns (BEL)                | 12.                    |
| 44                     | Wout Poels (NED)                 | DNF-7                  |
| 45                     | Phil Bauhaus (GER)               | DNF-7                  |
| 46                     | Santiago Buitrago (COL)          | 37.                    |
| 47                     | Hermann Pernsteiner (AUT)        | 17.                    |

| Bora-Hansgrohe BOH | Bora-Hansgrohe BOH              | Bora-Hansgrohe BOH |
| ------------------ | ------------------------------- | ------------------ |
| Nr.                | Rytter                          | Placering          |
| 51                 | Ben Zwiehoff (GER)              | 63.                |
| 53                 | Jai Hindley (AUS)               | 13.                |
| 54                 | Sergio Higuita (COL) (landevej) | 1.                 |
| 55                 | Martin Laas (EST)               | DNF-7              |
| 56                 | Anton Palzer (GER)              | 25.                |
| 57                 | Cesare Benedetti (POL)          | DNS-4              |

| AG2R Citroën Team ACT | AG2R Citroën Team ACT | AG2R Citroën Team ACT |
| --------------------- | --------------------- | --------------------- |
| Nr.                   | Rytter                | Placering             |
| 61                    | Ben O'Connor (AUS)    | 6.                    |
| 62                    | Dorian Godon (FRA)    | 67.                   |
| 63                    | Larry Warbasse (USA)  | 60.                   |
| 64                    | Clément Berthet (FRA) | 49.                   |
| 65                    | Mikaël Cherel (FRA)   | 57.                   |
| 66                    | Jaakko Hänninen (FIN) | 81.                   |
| 67                    | Nans Peters (FRA)     | DNF-2                 |

| Groupama-FDJ GFC | Groupama-FDJ GFC            | Groupama-FDJ GFC |
| ---------------- | --------------------------- | ---------------- |
| Nr.              | Rytter                      | Placering        |
| 71               | Michael Storer (AUS)        | 52.              |
| 72               | Sébastien Reichenbach (SUI) | 14.              |
| 73               | Attila Valter (HUN)         | 26.              |
| 74               | Matteo Badilatti (SUI)      | 66.              |
| 75               | Rudy Molard (FRA)           | DNF-7            |
| 76               | Quentin Pacher (FRA)        | 23.              |
| 77               | Bruno Armirail (FRA)        | DNF-6            |

| Israel-Premier Tech IPT | Israel-Premier Tech IPT             | Israel-Premier Tech IPT |
| ----------------------- | ----------------------------------- | ----------------------- |
| Nr.                     | Rytter                              | Placering               |
| 81                      | Michael Woods (CAN)                 | DNS-6                   |
| 82                      | Alessandro De Marchi (ITA)          | DNS-1                   |
| 83                      | Mads Würtz Schmidt (DEN) (landevej) | 72.                     |
| 84                      | Corbin Strong (NZL)                 | DNS-4                   |
| 85                      | Daryl Impey (RSA)                   | 53.                     |
| 86                      | Simon Clarke (AUS)                  | 47.                     |
| 87                      | Guillaume Boivin (CAN) (landevej)   | DNF-6                   |

| Movistar Team MOV | Movistar Team MOV        | Movistar Team MOV |
| ----------------- | ------------------------ | ----------------- |
| Nr.               | Rytter                   | Placering         |
| 91                | Alejandro Valverde (ESP) | DNS-6             |
| 92                | Iván Sosa (COL)          | 41.               |
| 93                | Carlos Verona (ESP)      | 11.               |
| 94                | José Joaquín Rojas (ESP) | DNS-4             |
| 95                | Oier Lazkano (ESP)       | 85.               |
| 96                | Will Barta (USA)         | 77.               |
| 97                | Albert Torres (ESP)      | DNF-5             |

| Trek-Segafredo TFS | Trek-Segafredo TFS            | Trek-Segafredo TFS |
| ------------------ | ----------------------------- | ------------------ |
| Nr.                | Rytter                        | Placering          |
| 101                | Mattias Skjelmose (DEN)       | 16.                |
| 102                | Antwan Tolhoek (NED)          | 78.                |
| 103                | Giulio Ciccone (ITA)          | 21.                |
| 104                | Juan Pedro López (ESP)        | DNF-7              |
| 105                | Amanuel Ghebreigzabhier (ERI) | DNF-7              |
| 106                | Dario Cataldo (ITA)           | DNF-6              |
| 107                | Marc Brustenga (ESP)          | DNF-7              |

| Astana Qazaqstan Team AST | Astana Qazaqstan Team AST   | Astana Qazaqstan Team AST |
| ------------------------- | --------------------------- | ------------------------- |
| Nr.                       | Rytter                      | Placering                 |
| 111                       | Joe Dombrowski (USA)        | 32.                       |
| 112                       | Simone Velasco (ITA)        | 36.                       |
| 113                       | Javier Romo (ESP)           | 24.                       |
| 114                       | Vadim Pronskij (KAZ)        | 58.                       |
| 115                       | Sebastián Henao (COL)       | 45.                       |
| 116                       | Aljaksandr Rabusjenka (BLR) | 91.                       |
| 117                       | Valerio Conti (ITA)         | DNS-6                     |

| Intermarché-Wanty-Gobert Matériaux IWG | Intermarché-Wanty-Gobert Matériaux IWG | Intermarché-Wanty-Gobert Matériaux IWG |
| -------------------------------------- | -------------------------------------- | -------------------------------------- |
| Nr.                                    | Rytter                                 | Placering                              |
| 121                                    | Louis Meintjes (RSA)                   | 46.                                    |
| 122                                    | Simone Petilli (ITA)                   | 31.                                    |
| 123                                    | Jan Hirt (CZE)                         | DNF-7                                  |
| 124                                    | Laurens Huys (BEL)                     | 35.                                    |
| 125                                    | Jan Bakelants (BEL)                    | 19.                                    |
| 126                                    | Tom Devriendt (BEL)                    | DNF-3                                  |
| 127                                    | Théo Delacroix (FRA)                   | DNF-6                                  |

| Cofidis COF | Cofidis COF               | Cofidis COF |
| ----------- | ------------------------- | ----------- |
| Nr.         | Rytter                    | Placering   |
| 131         | Guillaume Martin (FRA)    | 8.          |
| 132         | Jesús Herrada (ESP)       | 28.         |
| 133         | Pierre-Luc Périchon (FRA) | 84.         |
| 134         | Hugo Toumire (FRA)        | DNF-6       |
| 135         | Alexandre Delettre (FRA)  | 93.         |
| 136         | José Herrada (ESP)        | 30.         |
| 137         | Sander Armée (BEL)        | 86.         |

| EF Education-EasyPost EFE | EF Education-EasyPost EFE  | EF Education-EasyPost EFE |
| ------------------------- | -------------------------- | ------------------------- |
| Nr.                       | Rytter                     | Placering                 |
| 141                       | Diego Camargo (COL)        | 64.                       |
| 142                       | Esteban Chaves (COL)       | 44.                       |
| 143                       | Hugh Carthy (GBR)          | 27.                       |
| 144                       | Odd Christian Eiking (NOR) | DNS-6                     |
| 145                       | Merhawi Kudus (ERI)        | 50.                       |
| 146                       | Neilson Powless (USA)      | DNS-6                     |
| 147                       | Jonathan Caicedo (ECU)     | DNF-7                     |

| Arkéa-Samsic ARK | Arkéa-Samsic ARK          | Arkéa-Samsic ARK |
| ---------------- | ------------------------- | ---------------- |
| Nr.              | Rytter                    | Placering        |
| 151              | Nairo Quintana (COL)      | 4.               |
| 152              | Élie Gesbert (FRA)        | 68.              |
| 153              | Anthony Delaplace (FRA)   | DNF-6            |
| 154              | Miguel Flórez López (COL) | DNF-6            |
| 155              | Hugo Hofstetter (FRA)     | DNF-7            |
| 156              | Winner Anacona (COL)      | 65.              |
| 157              | Łukasz Owsian (POL)       | 39.              |

| Lotto-Soudal LTS | Lotto-Soudal LTS        | Lotto-Soudal LTS |
| ---------------- | ----------------------- | ---------------- |
| Nr.              | Rytter                  | Placering        |
| 161              | Thomas De Gendt (BEL)   | DNF-3            |
| 162              | Harm Vanhoucke (BEL)    | DNF-6            |
| 164              | Filippo Conca (ITA)     | DNF-6            |
| 165              | Matthew Holmes (GBR)    | DNS-5            |
| 166              | Viktor Verschaeve (BEL) | DNF-6            |
| 167              | Sylvain Moniquet (BEL)  | 29.              |

| BikeExchange-Jayco BEX | BikeExchange-Jayco BEX        | BikeExchange-Jayco BEX |
| ---------------------- | ----------------------------- | ---------------------- |
| Nr.                    | Rytter                        | Placering              |
| 171                    | Simon Yates (GBR)             | DNS-4                  |
| 172                    | Michael Matthews (AUS)        | DNF-3                  |
| 173                    | Damien Howson (AUS)           | 33.                    |
| 174                    | Kaden Groves (AUS)            | 71.                    |
| 175                    | Michael Hepburn (AUS)         | DNF-6                  |
| 176                    | Christopher Juul-Jensen (DEN) | 79.                    |
| 177                    | Callum Scotson (AUS)          | 51.                    |

| Team DSM DSM | Team DSM DSM                  | Team DSM DSM |
| ------------ | ----------------------------- | ------------ |
| Nr.          | Rytter                        | Placering    |
| 181          | Mark Donovan (GBR)            | DNS-6        |
| 182          | Casper Pedersen (DEN)         | DNF-7        |
| 183          | Romain Combaud (FRA)          | DNS-4        |
| 184          | Henri Vandenabeele (BEL)      | 34.          |
| 185          | Marius Mayrhofer (GER)        | DNF-3        |
| 186          | Jonas Iversby Hvideberg (NOR) | DNF-7        |
| 187          | Marco Brenner (GER)           | DNF-4        |

| Equipo Kern Pharma EKP | Equipo Kern Pharma EKP   | Equipo Kern Pharma EKP |
| ---------------------- | ------------------------ | ---------------------- |
| Nr.                    | Rytter                   | Placering              |
| 191                    | José Félix Parra (ESP)   | DNF-6                  |
| 192                    | Urko Berrade (ESP)       | DNS-6                  |
| 193                    | Héctor Carretero (ESP)   | DNF-7                  |
| 194                    | Raúl García Pierna (ESP) | 74.                    |
| 195                    | Jaime Castrillo (ESP)    | DNF-6                  |
| 196                    | Francisco Galván (ESP)   | 59.                    |
| 197                    | Roger Adrià (ESP)        | 73.                    |

| Uno-X Pro Cycling Team UXT | Uno-X Pro Cycling Team UXT       | Uno-X Pro Cycling Team UXT |
| -------------------------- | -------------------------------- | -------------------------- |
| Nr.                        | Rytter                           | Placering                  |
| 201                        | Tobias Halland Johannessen (NOR) | 7.                         |
| 202                        | Anthon Charmig (DEN)             | DNF-6                      |
| 203                        | Idar Andersen (NOR)              | DNF-7                      |
| 204                        | Torstein Træen (NOR)             | 9.                         |
| 205                        | Jonas Gregaard (DEN)             | 22.                        |
| 206                        | Jacob Hindsgaul (DEN)            | 90.                        |
| 207                        | Torjus Sleen (NOR)               | DNF-6                      |

| Caja Rural-Seguros RGA CJR | Caja Rural-Seguros RGA CJR | Caja Rural-Seguros RGA CJR |
| -------------------------- | -------------------------- | -------------------------- |
| Nr.                        | Rytter                     | Placering                  |
| 211                        | Jhojan García (COL)        | 75.                        |
| 212                        | Michal Schlegel (CZE)      | 88.                        |
| 213                        | Fernando Barceló (ESP)     | 38.                        |
| 214                        | Mikel Nieve (ESP)          | DNF-4                      |
| 215                        | Álvaro Cuadros (ESP)       | DNF-3                      |
| 216                        | Joel Nicolau (ESP)         | 70.                        |
| 217                        | Eduard Prades (ESP)        | DNF-7                      |

| Euskaltel-Euskadi EUS | Euskaltel-Euskadi EUS    | Euskaltel-Euskadi EUS |
| --------------------- | ------------------------ | --------------------- |
| Nr.                   | Rytter                   | Placering             |
| 221                   | Mikel Bizkarra (ESP)     | 89.                   |
| 222                   | Luis Ángel Maté (ESP)    | DNF-7                 |
| 223                   | Gotzon Martín (ESP)      | 55.                   |
| 224                   | Joan Bou (ESP)           | 80.                   |
| 225                   | Unai Cuadrado (ESP)      | 87.                   |
| 226                   | Carlos Canal (ESP)       | 48.                   |
| 227                   | Antonio Jesús Soto (ESP) | 82.                   |

| Burgos-BH BBH | Burgos-BH BBH         | Burgos-BH BBH |
| ------------- | --------------------- | ------------- |
| Nr.           | Rytter                | Placering     |
| 231           | Daniel Navarro (ESP)  | 18.           |
| 232           | Óscar Cabedo (ESP)    | DNF-6         |
| 233           | Jetse Bol (NED)       | 61.           |
| 234           | Alex Molenaar (NED)   | DNF-7         |
| 235           | Adrià Moreno (ESP)    | DNF-7         |
| 236           | Ander Okamika (ESP)   | 83.           |
| 237           | Manuel Peñalver (ESP) | DNF-7         |